# ميخائيل كاتس (عالم نفس)
ميخائيل كاتس (بالإنجليزية: Michael Katz)‏ هو عالم نفس أمريكي، ولد في 1951.